# Horányi Elek
Horányi Elek (teljes nevén Horányi Elek Nepomuk János Ferenc József) (Buda, 1736. február 15. – Pest, 1809. szeptember 11.) irodalomtörténész, tudománytörténész, piarista áldozópap és tanár. Fő műve a Memoria Hungarorum című latin nyelvű életrajzi lexikon.

## Élete
Horányi Gábor királyi tanácsos, és ipolykéri Sibolthi Erzsébet fia. Szülei gondos nevelésben részesítették. Jó tanulmányi eredményeinek köszönhetően Althan Mihály váci püspök 1747-ben magával vitte Prágába, ahol latin tanulmányokat folytatott. 1748-ban apja hívására visszatért Budára és a budai gimnáziumban, majd a következő évben Pozsonyban folytatta tanulmányait. 1750-ben Kassán költészetet tanult, 1751-ben pedig ismét Budán retorikát, amely tantárgyat 1752-ben Győrött fejezett be.
1752. október 22-én Privigyén a piarista rend tagja lett. Két év szerzetesi próba után 1754-ben Pesten bölcsészetet tanult. Szerzetesi fogadalmát 1755. január 14-én tette le, ezzel végleg belépett a piarista rendbe. A rend a tehetséges fiút Rómába küldte tovább tanulni. Rómában a Nazarenum collegiumban, később a szent Pantaleonnál a természettudományokban rendkívüli előmenetelt tanúsított, ennek köszönhetően Severinio Miklós, a nápolyi rendfőnök Nápolyba hívta tanítói állás betöltésére, ezt azonban nem fogadta el, inkább Rómában 1757–58-ban teológiát hallgatott. Iskolái után utazgatott: Firenze és Pisa után Svájcon és Németalföldön át Angliába utazott.
Magyarországra 1758 végén tért vissza. A rend Vácra küldte a piarista gimnázium alsóbb osztályainak tanítására. 1759. június 5-én miséspappá szentelték. 1761-ben Nyitrára utazott nyelvtantanárnak, 1762-ben a rend Kecskemétre küldte. Itt írta meg "Oratio pro arte poetica" című munkáját, mely nagy elismerést szerzett neki. Tapolcsányi, a piarista rend provincialisa, titoknokának választotta, ő azonban 1764-ben ismét visszatért a tanítói pályára. 1765-ben Kecskeméten, 1766-ban Magyaróvárott költészetet és ékesszólást tanított.
1767-ben beteljesült régi vágya: bölcselettanár lett Vácon. Ekkor fordulóponthoz jutott életében és tudományos működésében: elkészítette nagy műve, a Memoria Hungarorum vázlatát. E munka miatt rendjétől teljes szabadságot és a tanítástól való felmentést kapott. 1770-ben Velencébe utazott, ahol a fenti munka tervezetét (Prodromus) kiadta, 1771–1774-ig pedig Nyitrán, Tatán, Pesten és végül Budán testvérénél visszavonultan élt, munkájához adatokat gyűjtve. A mű 1775-1776-ban jelent meg. Megjelenése után Horányit több tudós társaság is tagjává fogadta:  a berlini, lipcsei, jénai, hessen-homburgi, svájci és bajor tudós társaságok küldték meg neki megtisztelő oklevelüket.
1777-ben Pesten catheketa (hitoktató) hivatalt viselt, 1778-ban bölcseleti doktor és a magyar történelem tanára lett. 1785. január 24-én egy latin nyelven szerkesztett hetilapra nyert engedélyt, amely azonban érdeklődés hiánya miatt soha nem jelenhetett meg. 1786-ban hozzáfogott a Memoria Hungarorum kiegészítéséhez, azonban ez (Nova Memoria) az I. kötettel (A-C.) «a szükséges költségeknek nem létök miatt» elakadt. 1790-ben kiadta a Magyar szent koronáról szóló értekezését. Utolsó, életében megjelent műve a rend tudósainak életrajza két kötetben; miután e munkájának utolsó ívét sajtó alá adta, 1809. szeptember 11-én meghalt Pesten.

## Művei

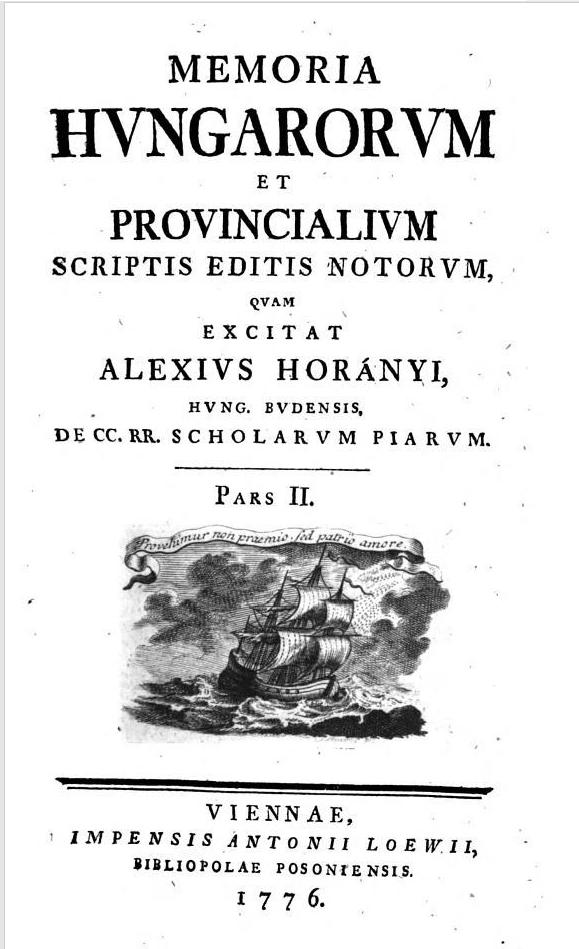
Az 1145 magyar író életrajzát tartalmazó Memoria Hungarorum II. kötetének címlapja, 1776

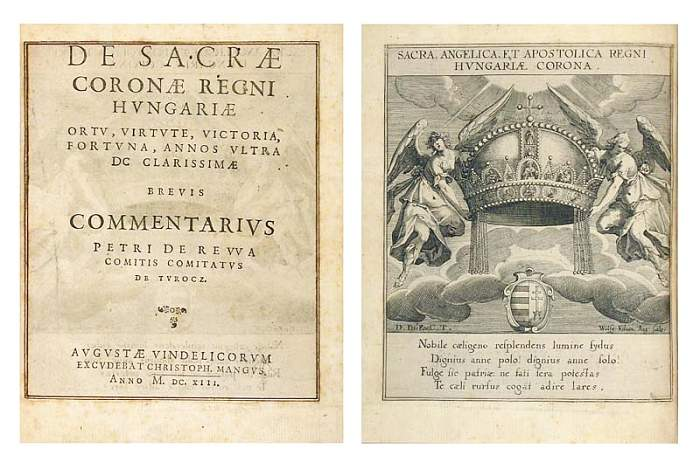
Horányi Elek 1790-ben kiadott műve a De Sacra Corona Hungariae et Regibus eadem redimitis Commentarius című latin nyelvű értekezése, a magyar Szent koronáról

- Sacrificium Laudis: Psalm. 49. vers. 23. Lob-Opfer, das ist: Tief-verpflichte Anbettung der allerheiligsten Dreyeinigen Gottheit so an dem hohen Titular-Fest des Baarfüsser-Ordens der Allerheiligsten Dreyfaltigkeit von Erlösung deren gefangenen Christen in eigenem Gotteshaus zu Klein-Maria-Zell zu Alt-Ofen den 24. May 1750. vor einer zahlreichen Anwesenheit in eíner kurtzen Lob- und Ehren-Rede, da eine hochlöbl. Englische Ertz-Bruderschaft erwehnten Ordens ihre Würdens-Wahl bestättiget, vorgestellet und abgeredet hat Franz Horányi de eadem Poëseos studiosus. Ofen, 1750
- Ex physica selectas propositiones publice disputandas exhibet facta omnibus argumentandi potestate. Accedit tractatio de artificiali electricismo ex Benjamini Franklini theoria quam expolivit, confirmavit auxitque Joan. B. Beccaria. Romae, 1756
- Keresztény hittan kérdések- és feleletekben. Nagyszombat, 1761
- Fundamenta stili Grammatica ex Heineccio, adiecto indice Orthographico. Nagyszombat, 1761
- Oratio pro arte Poetica. Kecskemethini, 1762
- Liberati Fassoni de Clericis Regularibus S. P. Academiae de Conciliis Pontificiae, atque Etruscae Sodalis, de Leibnitziano Rationis sufficientis principio Dissertatio philosophica cum notis, adjectisque logicis ac metaphisicis propositionibus… Budae, 1767
- Selecta universae Philosophiae capita cum demonstrationibus, et adiecta de artificiali electricismo Beniamini Franklini Theoria, quam praecipuis Physicae phaenomenis explicandis adcommodatam reddidit Ioannes Bapt. Beccaria… Tyrnaviae, 1768
- Floriani Dalham… de ratione recte cogitandi, loquendi, ac intelligendi Libri III. praecipua Logicae, Criticae, Hermeneuticae capita illustrantes. Hos emendatiores et auctiores reddidit… Venetiis, 1770, két kötet (jegyzetekkel bővítette)
- Prodromus Hungariae Litteratae. Venetiis, 1770
- Magyar Országnak hatalmas, és dicsőséges királyainak, és első vitézkedő kapitányainak emlékeztető koporsó épülete, mely az hallotti porból öszveszedetett maradványoknak a következendő hála adó népnél való emlékezetre a hazafiaknak keserves fájdalmátúl építtetett. Most pedig deákból magyarra fordítatott. Buda (1773, Gróf Nádasdy Ferenc Mausoleumának fordítása)
- Az ó- és új testamentomnak rövideden öszve szedegetett biblia-béli historiája, avagy az Isten választott népének történeti, együtt a szent könyvekről való oktatásokkal. Az ájtatos iskolákban tanuló nemes ifjaknak szükségekre Világ eleibe bocsátotta németből magyarúl ájtatos oskolák rendin való H. E… 1773 (cenzúrai kézirata a budapesti Egyetemi Könyvtárba került)
- A bölcsességnek és jó erkölcsnek könyve a kegyes ifjuságnak a tisztelendő öregségtől nyert ajándéka. Pozsony, 1774 (névtelenül; cenzúrai kézirata a budapesti Egyetemi Könyvtár tulajdona lett)
- Alexandri Politi… Orationes omnes Florentiae editae, atque in Hungaria recusae. Posonii, 1774 (szerző életrajzával és jegyzetekkel)
- Memoria Hungarorum et Provincialium scriptis editis notorum. Viennae, 1775–77, három kötet (ism. Anzeigen 1775. V. 37. sz. és a berlini, lipcsei s jenai tudom. folyóiratok)
- Ioannis comitis Bethlen rerum Transylvanicarum continuatio ab anno scilicet 1663. ad a. 1674. producta et concinnata. Hanc plurimis mendis sublatis recognovit, et praefatione de progenie, vita et ingenii monumentis ejusdem scriptoris auxit. Viennae, 1782–83, két kötet
- Philippi Josephi Holle Mythologia, seu fabulosa Deorum Historia e Germanico in latinum versa in usum Gymnasiorum Hungaricorum. Budae, 1778 (Budae, 1793., 1798. és 1806. Kassa, 1781, Nagyszombat, 1796. Buda és Nagyszombat, 1801)
- M. Simonis de Kéza… Chronicon Hungaricum, quod ex codice membranaceo, nunc primum, et ad fidem apographi Vindobonensis et Budensis Chronici, sparsis quibusdam notis et variantibus lectionibus excitat… Viennae, 1781 (2. kiadás. Buda. 1782. 3. kiadás. Podhradszky Józseftől. Budae, 1833)
- Oratio in Exequiis Sigismundi Orosz… Praepositi Provincialis, occasione Comitiorum Ordinis indictorum ad Patres congregatos habita Vaciae Prid. Id. Octobris Anno 1782. Vaciae
- Antonii Bajtay C. R. S. P. Oratio habita Budae ad amplissimos Hungariae Ordines, huic accedit Allocutio ad Transylvaniae Proceres, quam ut Praesul Transylvaniae ac Pregia potestate Vicarius habuit ea occasione, cum Josephus Maria ab Auersperg S. R. I. Comes Sup. M. Principatus Gubernator renunciaretur, die mensis Mai A. 1771. cui de vita scriptisque Auctoris accedit Commentariolus. Pesthini, 1786
- Franc. Forgachii de Ghymes… rerum Hungaricarum sui temporis Commentarii libris XXII. e ms. in lucem prodeuntes. Adjecit indicem rerum memorabilium ac dissertationem de vita lavdati scriptoris. Posonii et Cassoviae. 1788
- Joachimi Hődl in Provincia Temesiensi dioecesique Chanadiensi animarum curatoris Mvsa Werschetziensis Belgradi ac Hungariae conversiones carmine elegiaco decantans. Edidit ac praefatus est .. Pestini, 1792
- De Sacra Corona Hungariae et Regibus eadem redimitis Commentarius. Pestini, 1790
- Iosephus II. in campis Elysiis. Somnium Eleutherii Pannonii. H. n. 1790 (névtelenül)
- Stephani Pallya e CC. RR. S. P. in Hungaria et Transylvania Praepositi Provincialis Orationes VIII, publice habitae. Edidit ac praefatus est de vi Eloquentiae cum probitate coniungenda.. H. n., 1790
- Eleutherii Pannonii Mirabilia Fata, dum in Metropoli Austriae famosi duo Libelli Babel et Ninive in lucem venissent, cum notis Pantophelii AA. LL. et SS. Theologiae Baccalaurei ad calcem Libri adnexis… H. n., 1791 (névtelenül)
- Nova Memoria Hungarorum et provincialium scriptis editis notorum quam excitat… Pars I. A-C. Pestini, 1792. arczk. (Több kötete nem jelent meg. Ism. Allg. Liter. Zeitung 1796. I. 48. sz.)
- Oratio in Comitiis Provincialibus S. P. ad Patres ex Bohemia, Silesia, ac Moravia congregatos habita Nicolsburgi Moravorum a Francisco Xav. Gradiczky eiusd. Instituti Alumno, Litterarum humaniorum Professore A. 1797. 5. Cal. Iulias, Cuius editionem ob elegantiam et perspicuitatem procuravit…
- Scriptores Piarum Scholarum liberaliumque artium magistri quorum ingenii monumenta exhibet. Budae, 1808-1809. Két kötet. Pars I. Pars II. (Szerző életrajzával Schedius Lajostól. Ism. Allg. Literatur Zeitung 1810. III. 425.)
- Horányi Elek levelezése; sajtó alá rend., bev., jegyz. Szelestei N. László; PPKE BTK, Piliscsaba, 2016 (Pázmány irodalmi műhely. Források)

## Kéziratai
Joannis Bapt. Beccaria e CC. RR. S. P. de electricismo artificiali et naturali libri duo; Historia Academiarum et Gymnasiorum Hungariae olim sub regibus Hungariae et sub Turcica potestate, modo sub Austriacis regibus florentium; vegyes értekezések, sírfeliratok és alkalmi költemények egy kötetben. De progressu Juris Hung. Levelei Pray Györgyhöz (a budapesti Egyetemi Könyvtárban).